# Fred Tootell
Frederick Delmont (Fred) Tootell (Lawrence, 9 september 1902 – Wakefield, 29 september 1964) was een Amerikaanse atleet, die gespecialiseerd was in het kogelslingeren. Hij was de olympische kampioen van 1924 en werd enkele malen Amerikaans kampioen in deze discipline.

## Biografie

### Begonnen in studententijd
In 1919 begon Tootell als student van de Bowdoin College zich te specialiseren in het kogelslingeren. Hier viel hij niet alleen op vanwege zijn uitstekende atletische prestaties, maar ook omdat hij de lange weg naar de boerderij waar hij woonde, te voet aflegde. In 1923 en 1924 won hij de Amerikaanse kampioenschappen in deze discipline.

### Olympisch kampioen
In 1924 kon hij ondanks een blessure aan zijn been zich kwalificeren voor de Olympische Spelen in Parijs. Daar won hij als eerste in de Verenigde Staten geboren Amerikaan een gouden medaille bij het kogelslingeren. De voorgaande medaillewinnaars waren allemaal in Ierland geboren. Door zijn goede techniek wist hij het nadeel van zijn geringe lichaamslengte in vergelijking met zijn grotere concurrenten te compenseren. Met een beste poging van 53,295 m versloeg hij zijn landgenoot Matt McGrath (zilver; 50,84) en de Brit Malcolm Nokes (brons; 48,875).

### Trainer
Een jaar na zijn olympische overwinning werd Tootell veldlooptrainer op het Rhode Island State College (tegenwoordig University of Rhode Island). Door zijn werkzaamheden als trainer kon hij niet meer aan de Olympische Spelen deelnemen, omdat hij beroepsmatig met sport bezig was en niet langer als amateur werd beschouwd. In 1936 was hij als atletiektrainer aanwezig op de Olympische Spelen in Berlijn.
Van 1953 tot 1962 was hij atletiekdirecteur van de universiteit en tegelijkertijd hoogleraar Lichamelijke opvoeding.
Fred Tootell stierf in 1964, een dag voor hij met pensioen zou gaan. Hij had vijf kinderen.

## Titels
- Olympisch kampioen kogelslingeren - 1924
- Amerikaans kampioen kogelslingeren - 1923, 1924
- IC4A-kampioen kogelslingeren - 1923
- NCAA-kampioen kogelslingeren - 1923

## Palmares

### kogelslingeren
- 1923:  Amerikaanse kamp. - 52,89 m
- 1924:  Amerikaanse kamp. - 53,02 m
- 1924:  OS - 53,295 m

1900: John Flanagan ·
1904: John Flanagan ·
1908: John Flanagan ·
1912: Matt McGrath ·
1920: Patrick Ryan ·
1924: Fred Tootell ·
1928: Pat O'Callaghan ·
1932: Pat O'Callaghan ·
1936: Karl Hein ·
1948: Imre Németh ·
1952: József Csermák ·
1956: Harold Connolly ·
1960: Vasili Roedenkov ·
1964: Romuald Klim ·
1968: Gyula Zsivótzky ·
1972: Anatoli Bondartsjoek ·
1976: Joeri Sedych ·
1980: Joeri Sedych ·
1984: Juha Tiainen ·
1988: Sergej Litvinov ·
1992: Andrej Abdoevalijev ·
1996: Balázs Kiss ·
2000: Szymon Ziółkowski ·
2004: Koji Murofushi ·
2008: Primož Kozmus ·
2012: Krisztián Pars ·
2016: Dilsjod Nazarov ·
2020: Wojciech Nowicki ·
2024: Ethan Katzberg